# David Every Konstant
David Every Konstant (Londra, 16 giugno 1930 – Leeds, 9 ottobre 2016) è stato un vescovo cattolico britannico.

## Biografia
David Every Konstant nacque il 16 giugno 1930 a Londra, precisamente nel quartiere di  Blackheath.
Studiò al Christ's College dell'Università di Cambridge dove si laureò e conseguì poi un master. Conseguì anche un PGCE (Postgraduate Certificate in Education) presso l'Institute of Education dell'University College. Completò gli studi per al St Edmund's College a Ware.

### Ministero sacerdotale
Fu ordinato presbitero il giugno 1954 dal cardinale Bernard William Griffin.
Nel 1954 venne nominato professore al Cambridge Technical College & School of Arts, in seguito integrato nell'Anglia Ruskin University. Un anno dopo, venne nominato al Christ's College di Cambridge e, nel 1958, all'Institute of Education dell'Università di Londra. Negli anni sessanta fu nominato vicepreside della Cardinal Vaughan Grammar School for Boys di West Kensington, prima di diventare nel 1966 consulente diocesano per l'educazione religiosa. Il suo ultimo incarico scolastico fu quello di preside ad interim presso la St Michael's Secondary School a Stevenage nel 1967. Nel 1970 fu nominato direttore del Westminster Religious Education Centre.

### Ministero episcopale
Il 28 marzo 1977 papa Paolo VI lo nominò vescovo ausiliare di Westminster, assegnandogli la sede titolare di Betagbarar. Ricevette l'ordinazione episcopale il 25 aprile seguente per imposizione delle mani del cardinale Basil Hume.
Il 12 luglio 1985 papa Giovanni Paolo II lo nominò vescovo di Leeds. Prese possesso della diocesi il 25 settembre successivo.
Nel corso degli anni del suo ministero svolse numerosi incarichi legati particolarmente alla cura dell'istruzione. Fu infatti presidente del Dipartimento per l'educazione e la formazione cattolica della Conferenza episcopale d'Inghilterra e Galles, consulente episcopale della Federazione degli insegnanti cattolici, presidente del Consiglio per l'educazione cattolica di Oxford e Cambridge, membro del Comitato editoriale internazionale per il Catechismo della Chiesa cattolica, presidente del Servizio per l'educazione cattolica, consulente episcopale del Catholic Institute for International Affairs, membro del Comitato permanente della Conferenza episcopale d'Inghilterra e Galles e presidente del Dipartimento per gli affari internazionali e del Comitato per la giustizia e la pace internazionale della Conferenza episcopale d'Inghilterra e Galles.
Nel maggio del 2001, durante un pellegrinaggio a Lourdes, fu colpito da un ictus dal quale non riuscì mai più a riprendersi del tutto, inducendolo a richiedere alla Santa Sede l'assegnazione di un vescovo coadiutore.
Nel 2004 gli fu conferita la laurea honoris causa in giurisprudenza dalla Leeds Beckett University.
Fu anche un prolifico scrittore e pubblicò numerosi testi su diversi argomenti, sia spirituali quali il rosario e l'educazione religiosa, sia di tipo culturale quali saggi sullo Yorkshire.
Resse la diocesi per quasi 19 anni, rassegnando le proprie dimissioni il 7 aprile 2004. Morì il 9 ottobre 2016 a Headingley, un sobborgo di Leeds, all'età di 86 anni. Fu sepolto nella cattedrale di Leeds.

## Genealogia episcopale
La genealogia episcopale è:
- Cardinale Scipione Rebiba
- Cardinale Giulio Antonio Santori
- Cardinale Girolamo Bernerio, O.P.
- Arcivescovo Galeazzo Sanvitale
- Cardinale Ludovico Ludovisi
- Cardinale Luigi Caetani
- Cardinale Ulderico Carpegna
- Cardinale Paluzzo Paluzzi Altieri degli Albertoni
- Papa Benedetto XIII
- Papa Benedetto XIV
- Papa Clemente XIII
- Cardinale Marcantonio Colonna
- Cardinale Giacinto Sigismondo Gerdil, B.
- Cardinale Giulio Maria della Somaglia
- Cardinale Carlo Odescalchi, S.I.
- Cardinale Costantino Patrizi Naro
- Cardinale Serafino Vannutelli
- Cardinale Domenico Serafini, Cong. Subl. O.S.B.
- Cardinale Pietro Fumasoni Biondi
- Arcivescovo Filippo Bernardini
- Vescovo Franziskus von Streng
- Arcivescovo Bruno Bernard Heim
- Cardinale Basil Hume, O.S.B.
- Vescovo David Every Konstant